# Nueva Tierra y Libertad
Nueva Tierra y Libertad är en ort i Mexiko.   Den ligger i kommunen Las Margaritas och delstaten Chiapas, i den sydöstra delen av landet, 900 km öster om huvudstaden Mexico City. Nueva Tierra y Libertad ligger 889 meter över havet och antalet invånare är 231.
Terrängen runt Nueva Tierra y Libertad är huvudsakligen bergig, men åt nordväst är den kuperad. Runt Nueva Tierra y Libertad är det ganska glesbefolkat, med 30 invånare per kvadratkilometer. Närmaste större samhälle är San Bartolo, 6,9 km nordost om Nueva Tierra y Libertad. I omgivningarna runt Nueva Tierra y Libertad växer i huvudsak städsegrön lövskog.